# 1978年のMLBドラフト
1978年のMLBドラフト（1978 First-Year Player Draft ）とは、1978年6月に行われたMLBのアマチュアドラフトである。

## 1巡目指名
|  | = オールスターゲーム選出 |

| 順位 | 選手                     | チーム                         | 守備位置 | 学校                               |
| ---- | ------------------------ | ------------------------------ | -------- | ---------------------------------- |
| 1    | ボブ・ホーナー           | アトランタ・ブレーブス         | 三塁手   | アリゾナ州立大学                   |
| 2    | ロイド・モスビー         | トロント・ブルージェイズ       | 一塁手   | オークランド高校                   |
| 3    | ヒュービー・ブルックス   | ニューヨーク・メッツ           | 遊撃手   | アリゾナ州立大学                   |
| 4    | マイク・モーガン         | オークランド・アスレチックス   | 投手     | バレー高校                         |
| 5    | アンディ・ホーキンス     | サンディエゴ・パドレス         | 投手     | ミッドウェー高校                   |
| 6    | ティト・ナンニ           | シアトル・マリナーズ           | 外野手   | チェストナットヒル・アカデミー高校 |
| 7    | ボブ・カミングス         | サンフランシスコ・ジャイアンツ | 捕手     | ブラザーライス高校                 |
| 8    | ニック・ヘルナンデス     | ミルウォーキー・ブルワーズ     | 捕手     | ハイアリア高校                     |
| 9    | グレン・フランクリン     | モントリオール・エクスポズ     | 遊撃手   | チポラ短期大学                     |
| 10   | フィル・ランスフォード   | クリーブランド・インディアンス | 遊撃手   | ウィルコックス高校                 |
| 11   | ロッド・ボックスバーガー | ヒューストン・アストロズ       | 投手     | 南カリフォルニア大学               |
| 12   | カーク・ギブソン         | デトロイト・タイガース         | 外野手   | ミシガン州立大学                   |
| 13   | ビル・ヘイズ             | シカゴ・カブス                 | 捕手     | インディアナ州立大学               |
| 14   | トム・ブラナンスキー     | カリフォルニア・エンゼルス     | 外野手   | ウェストコビーナ高校               |
| 15   | ロバート・ヒックス*      | セントルイス・カージナルス     | 一塁手   | テート高校                         |
| 16   | レニー・ファエード       | ミネソタ・ツインズ             | 遊撃手   | ジェファーソン高校                 |
| 17   | ニック・エサスキー       | シンシナティ・レッズ           | 遊撃手   | キャロルシティ高校                 |
| 18   | レックス・ハドラー       | ニューヨーク・ヤンキース       | 遊撃手   | ブラード高校                       |
| 19   | ブラッド・ガーネット     | ピッツバーグ・パイレーツ       | 一塁手   | デソト高校                         |
| 20   | ティム・コンロイ         | オークランド・アスレチックス   | 投手     | ゲートウェイ高校                   |
| 21   | ゲリー・オービン         | ピッツバーグ・パイレーツ       | 外野手   | ドハティー総合高校                 |
| 22   | ロバート・ボイス         | ボルチモア・オリオールズ       | 三塁手   | ディアパーク高校                   |
| 23   | リップ・ロリンズ         | フィラデルフィア・フィリーズ   | 一塁手   | アレゲニー高校                     |
| 24   | マット・ウインタース     | ニューヨーク・ヤンキース       | 外野手   | ウィリアムズビル・サザン高校       |
| 25   | バディ・ ビアンカラナ    | カンザスシティ・ロイヤルズ     | 遊撃手   | レッドウッド高校                   |
| 26   | ブライアン・ライダー     | ニューヨーク・ヤンキース       | 投手     | シュルーズベリー高校               |

*未契約